# 选择性催化还原法

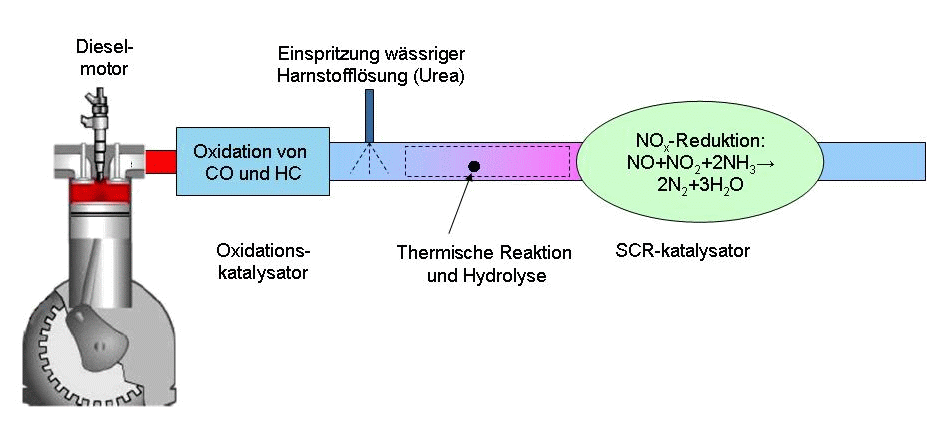
以德文表示的選擇性催化還原的過程圖。

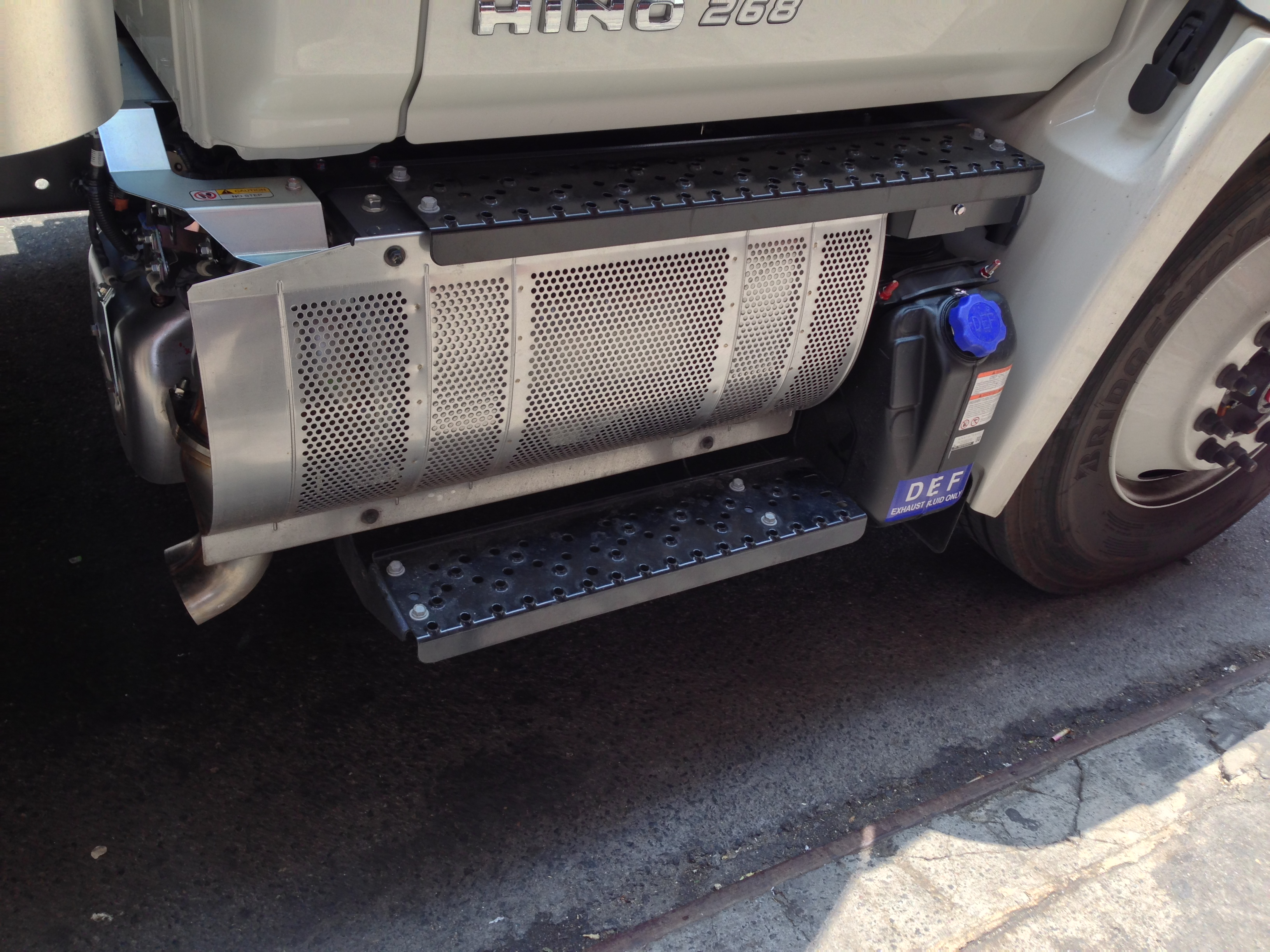
一台日野汽車生產的貨車上的選擇性催化還原裝置，配合柴油碳微粒濾清器（Diesel Particulate Active Reduction，DPR）。.

選擇性催化還原法（英語：Selective Catalytic Reduction，SCR）是把一氧化氮或氮氧化物（NO
x）從煙氣中移除的過程。在使用催化劑協助的情況下，使之「還原」及分解成氮（N
2）和水份（H
2O）。過程為把氣化還原劑（Reductant），特別是氨（NH3）、液氨或尿素，加進煙氣或排放氣體 並使之被催化劑所吸收。二氧化碳（CO
2）是使用尿素作還原劑時的副產品。商業用選擇性催化還原設備一般常見於世界各地的火力發電廠，锅炉設施及垃圾焚化爐 ，而通常以減低所排放煙氣中70-95%的氮氧化物（NO
x）為標準。
始於1960年代，不同國家如日本和美國皆在投入資源開發選擇性催化還原技術，特別聚焦於尋找節省成本而更為耐用的催化劑或催化媒介。使用氨（NH3）作還原劑的選擇性催化還原法化專利已於1975年被美国专业化工生产企业安格公司所取得。1978年，第一座大規模的選擇性催化還原設備由日本IHI公司率先安裝並投入使用。 近年來更多使用柴油引擎的重型汽車如巴士及貨車、柴油機車、汽车，或船艦或重型工業燃氣渦輪發動機皆開始裝備選擇性催化還原設施或裝置。裝備選擇性催化還原系統已經成為符合歐盟六期汽車廢氣排放標準（EURO6）的重要條件。依靠著新式小型化的選擇性催化還原裝置，由車輛排放的氮氧化物及懸浮粒子與1990年代早期相比可減少達90%或以上。

## 化學反應
氮氧化物（NO
x） 的還原作用發生在燃燒完畢後的煙氣流過催化室時。在煙氣進入催化室前，還原劑如氨或尿素會被預先加入之煙氣被媾合。

使用氨（NH3）作還原劑，不論是無水（anhydrous）或含水的（aqueous），以化學計量反應的化學式為:
4NO + 4NH
3 + O
2 → 4N
2 + 6H
2O + 熱
2NO
2 + 4NH
3 + O
2 → 3N
2 + 6H
2O + 熱
NO + NO
2 + 2NH
3 → 2N
2 + 3H
2O + 熱
二次反應:
2SO
2 + O
2 → 2SO
3
2NH
3 + SO
3 + H
2O → (NH
4)
2SO
4
NH
3 + SO
3 + H
2O → NH
4HSO
4

若使用尿素作還原劑的化學式為:
4NO + 2(NH
2)
2CO +  O
2 → 4N
2 + 4H
2O + 2CO
2
溫度是選擇性催化還原反應的最大關鍵及限制。許多時候不同的器械或設備如燃氣輪機、汽車或柴油發動機在起始（Start-Up）階段時皆需預留或存在一段時間（以分鐘甚至小時計，視乎規模或其他因素）以待其排氣的溫度升至足夠高，以達至理想的選擇性催化還原反應發生溫度。 一般理想的選擇性催化還原反應發生溫度在於630至720 K之間，但亦可以被操作於500至720 K 之溫度以獲得更長的停留時間。操作的最低許可溫度示乎燃料種類、氣體成份、催化劑幾何而定。 其他可選擇的包括還原劑氰尿酸及硫酸銨.

## 氨逃逸（氨過剩）
雖然氮氧化物與氨之間的化學反應大部份情況下皆可達至或者高於 95% 的效能，但仍不能達到完全完美，因此會產生出小部份多餘和未發生反應的氨。此現象亦稱為氨逃逸（Ammonia Slip、NH3 Slip），或氨過剩。
檢測或量度氨滑一般分為差分化學發光（Differential Chemiluminescence）及可調二極管激光器（Tunable Diode Laser，TDL）兩種主流方式。兩種量度氨滑皆有其長處及短處，亦因此在應用於不同情況時需作出合適的選擇。
差分化學發光方式利用最少兩個監測分析儀以量度及計算出所排放氮化物含量上的差距。在使用差分化學發光方式時，氨（NH3）需事先被轉換成一氧化氮（NO）方能被量度，通常是運用測量現場的探針內的熱氧化轉化器完成轉換。
氮化物監測分析儀根據一氧化氮和臭氧 （O3）的反應所產生的發光特徵作出測量，其發光特徵強度或光度是與排放氣體中一氧化氮的濃度成正比。當監測結果顯示出紅外線時，即表示由電子激發的一氧化氮份子已降低或處於低能量狀態。

可調二極管激光器（TDL）的測量方式則使用吸收光譜技術對氨進行直接的濃度量度。使用此方式的其中一個好處是可以直接從氣體排放處抽取樣本及在「濕熱」（Hot wet condition）情況下進行量度，並省卻了除濕的步驟。